# Tadeusz Burdziński (cichociemny)
Tadeusz Stanisław Burdziński ps. Malina, Zenon, Krzak, vel Tadeusz Stefański (ur. 26 lutego 1908 w Kijach, zm. 16 stycznia 1970 w Glasgow, Szkocja) – major dyplomowany łączności Wojska Polskiego, Polskich Sił Zbrojnych, Armii Krajowej, uczestnik kampanii wrześniowej, Powstania Warszawskiego, cichociemny, kawaler Orderu Virtuti Militari. Znajomość języków: angielski, francuski. Zwykły Znak Spadochronowy nr 0093, Bojowy Znak Spadochronowy nr 2069.

## Życiorys
Był synem Maksymiliana, urzędnika i właściciela majątku w Gołuchowie, i Adolfiny z domu Żakowskiej. Uczył się początkowo w domu, następnie w Gimnazjum Państwowy im. Mikołaja Reja w Kielcach, w 1929 zdał egzamin dojrzałości. W 1930 podjął studia na Wydziale Prawa Uniwersytetu Warszawskiego im. J. Piłsudskiego w Warszawie, po roku zrezygnował.
Od 15 sierpnia 1929 słuchacz Szkoły Podchorążych Rezerwy Piechoty 10 A w Nisku, po jej ukończeniu od 29 czerwca do 16 września 1930 na praktyce w 1 kompanii ciężkich karabinów maszynowych 17 Pułku Piechoty w Rzeszowie. Od 15 października 1930 w Szkole Podchorążych Inżynierii w Warszawie, po jej ukończeniu od 12 sierpnia 1933 przydzielony jako instruktor Kompanii Telegraficznej 13 Kresowej Dywizji Piechoty. Awansowany na stopień podporucznika ze starszeństwem od 13 sierpnia 1933, na stopień porucznika ze starszeństwem od 1 stycznia 1935, od sierpnia 1935 przydzielony jako instruktor do kompanii szkoleniowej łączności Centralnej Szkole Podoficerów Korpusu Ochrony Pogranicza w twierdzy Osowiec. Od 28 czerwca 1939 przydzielony do kompanii łączności przy batalionie KOP „Snów”.
W kampanii wrześniowej 1939 nadal w kompanii łączności KOP. 19 września 1939 przekroczył granicę polsko-węgierską, od 24 września internowany. Uciekł 7 grudnia 1939, przez Jugosławię, następnie statkiem „Attina” dotarł 16 stycznia 1940 do Marsylii (Francja). 18 stycznia 1940 wstąpił do Wojska Polskiego we Francji, przydzielony jako zastępca dowódcy kompanii łączności 3 Dywizji Piechoty. Od 15 marca do 30 kwietnia uczestnik kursu technicznego w Centrum Wyszkolenia Łączności w Wersalu.
Po klęsce Francji ewakuowany ewakuowany z Le Verdon, 16 czerwca dotarł do Liverpoolu (Wielka Brytania), 1 lipca 1940 wstąpił do PSZ pod dowództwem brytyjskim, przydzielony jako dowódca plutonu 10 szwadronu łączności 10 Brygady Kawalerii Pancernej. Uczestnik kursu technicznego w Ośrodku Szkolenia Wojsk Łączności w Dundee (Szkocja).
Zgłosił się do służby w kraju. Przeszkolony ze specjalnością w łączności na kursach specjalnych dla kandydatów na cichociemnych, m.in. dywersyjno-strzeleckim (STS 25, Inverlochy), podstaw wywiadu (STS 31, Bealieu), technicznym łączności (Wersal, Dundee), spadochronowym (1 SBS, Largo House, STS 51, Ringway), walki konspiracyjnej, odprawowym (STS 43, Audley End), i in. Zaprzysiężony na rotę ZWZ/AK 5 października 1942 w Audley End, od 1 października 1942 do 16 lutego 1943 na stacjach wyczekiwania STS 18 „Marta”, Pollards Park House oraz STS 20 Chalfont St. Giles (Buckinghamshire). Awansowany na stopień kapitana ze starszeństwem od 1 stycznia 1943.
Skoczył ze spadochronem do okupowanej Polski w nocy 16/17 lutego 1943, w sezonie operacyjnym „Intonacja”, w operacji lotniczej „Vice”, z samolotu Halifax DT-727 „K” (138 Dywizjon RAF) na placówkę odbiorczą „Lilia” 707 (kryptonim polski, brytyjskie oznaczenie numerowe pinpoints), w Kampinosie, 12 km od Mińska Mazowieckiego. Razem z nim skoczyli: mjr Feliks Dzikielewski ps. Oliw, plt Stanisław Kazimierczak ps. Ksiądz, plt Michał Parada ps. Mapa.
Po aklimatyzacji do realiów okupacyjnych przydzielony jako samodzielny referent łączności radiowej wywiadu ofensywnego do Oddziału II (wywiad) Komendy Głównej AK. Od 15 listopada 1943 przydzielony jako dowódca kompanii radiołączności „Kram” Oddziału V Łączności, oraz oficer przekaźnikowy (rozdział depesz) batalionu radiołączności „Iskra”.
W Powstaniu Warszawskim od 7 sierpnia jako dowódca oddziałów radiołączności na Starym Mieście, od 16 sierpnia jako zastępca cichociemnego kpt. Zygmunta Sawickiego ps. Samulik, szefa łączności Grupy „Północ”. Odpowiadał za łączność radiową KG AK ze sztabem Naczelnego Wodza w Londynie, Główną Bazą Przerzutową (bazą nr 11) w Latiano (Włochy) oraz ośrodkiem w Puszczy Kampinoskiej, a także za łączność Komendy Głównej AK z komendami: Okręgu i Obszaru Warszawskiego AK. Współpracował m.in. z cichociemnym sierż. Stanisławem Biedrzyckim ps. Opera, obsługującym jedną z radiostacji Grupy „Północ”.
Od końca sierpnia 1944 dowódca radiostacji „Wanda 03" w Śródmieściu, zlokalizowanej w Śródmieściu, w fabryce żarówek „Tungsram” w Warszawie, przy ul. 6 Sierpnia 13. We wrześniu 1944 na rozkaz dowódcy Wojsk łączności ppłk. Jerzego Uszyckiego ps. Ort przeszedł przez Czerniaków, następnie kanałami na Mokotów. 11 września wraz z cichociemnym ppor. Piotrem Nowakiem ps. Oko uruchomił radiostację, zlokalizowaną przy ul. Szustra, w sąsiedztwie sztabu 10 Dywizji Piechoty AK. Jako dowódca tej radiostacji odpowiadał za łączność pomiędzy dowódcą Grupy „Południe” oraz komendantem Okręgu gen. Antonim Chruścielem ps. Monter. 24 września 1944 awansowany na stopień majora.
26 września, po ewakuacji z Mokotowa do Śródmieścia, wraz z cichociemnym ppor. Piotrem Nowakiem ps. Oko, po kilkunastu godzinach wędrówki kanałami, wyszli włazem na ul. Dworkowej. Od 27 września osadzeni w niewoli, początkowo Fort Mokotowski, następnie Pruszków i obóz jeniecki w Skierniewicach. 11 października 1944 uciekł, do grudnia 1944 jako oficer łączności w Obwodzie Skierniewice AK, następnie do 20 stycznia 1945 jako zastępca mjr. Stefana Jodłowskiego ps. Grabowski, szefa Oddziału V-O (łączność techniczna) Komendy Głównej AK.
21 października 1945 wyjechał z Polski, dotarł do RFN, 27 października 1945 do miejsca stacjonowania 1 Dywizji Pancernej w Murnau. 31 października 1945 ponownie wstąpił do Polskich Sił Zbrojnych pod dowództwem brytyjskim, do 20 listopada 1945 w służbach łączności sztabu 1 Dywizji Pancernej.
24 listopada 1945 zameldował się w Oddziale VI (Specjalnym) Sztabu Naczelnego Wodza w Londynie (Wielka Brytania). Od 13 stycznia 1946 przydzielony do 12 oddziału łączności II Korpusu Polskiego. Od 20 lipca do 24 listopada 1945 uczestnik Kursu Przygotowawczego do Wyższej Szkoły Wojennej w Crieff. Od stycznia do lipca 1946 uczestnik kursu Wyższej Szkoły Wojennej w Cupar. Od 7 września 1946 w Polskim Korpusie Przysposobienia i Rozmieszczenia, m.in. jako dowódca obozu Burrowhead na wyspie Whithorn. Zdemobilizowany 14 kwietnia 1948.
Pozostał na emigracji w Wielkiej Brytanii. Pracował w firmie rybackiej w Innerwell Fisheries w Garlieston, następnie łowił łososie oraz uruchomił własną firmę przetwórstwa rybnego w Minnigaff, później w Newton Steward. Zmarł 16 stycznia 1970 w Glasgow. pochowany na Newton Stewart Cemetery (Wielka Brytania).
Był autorem opowiadań: To wcale nie takie proste, Dzień dobry panie Zenonie, Kanały, które ukazały się w książce Drogi cichociemnych... (wyd. I, II, III, Veritas, Londyn, 1954, 1961, 1972, Bellona, Warszawa, 1993, 2008).

## Awanse
- podporucznik - ze starszeństwem od 13 sierpnia 1933
- porucznik – ze starszeństwem od 1 stycznia 1935
- kapitan – ze starszeństwem od 1 stycznia 1943
- major – ze starszeństwem od 24 września 1944

## Ordery i odznaczenia
- Krzyż Srebrny Orderu Virtuti Militari
- Krzyż Walecznych – dwukrotnie
- Srebrny Krzyż Zasługi
- Krzyż Kombatanta-Ochotnika (Francja)
- Medal za Odwagę w Sprawie Wolności (Wielka Brytania).